# Acidentes nucleares de Tokaimura

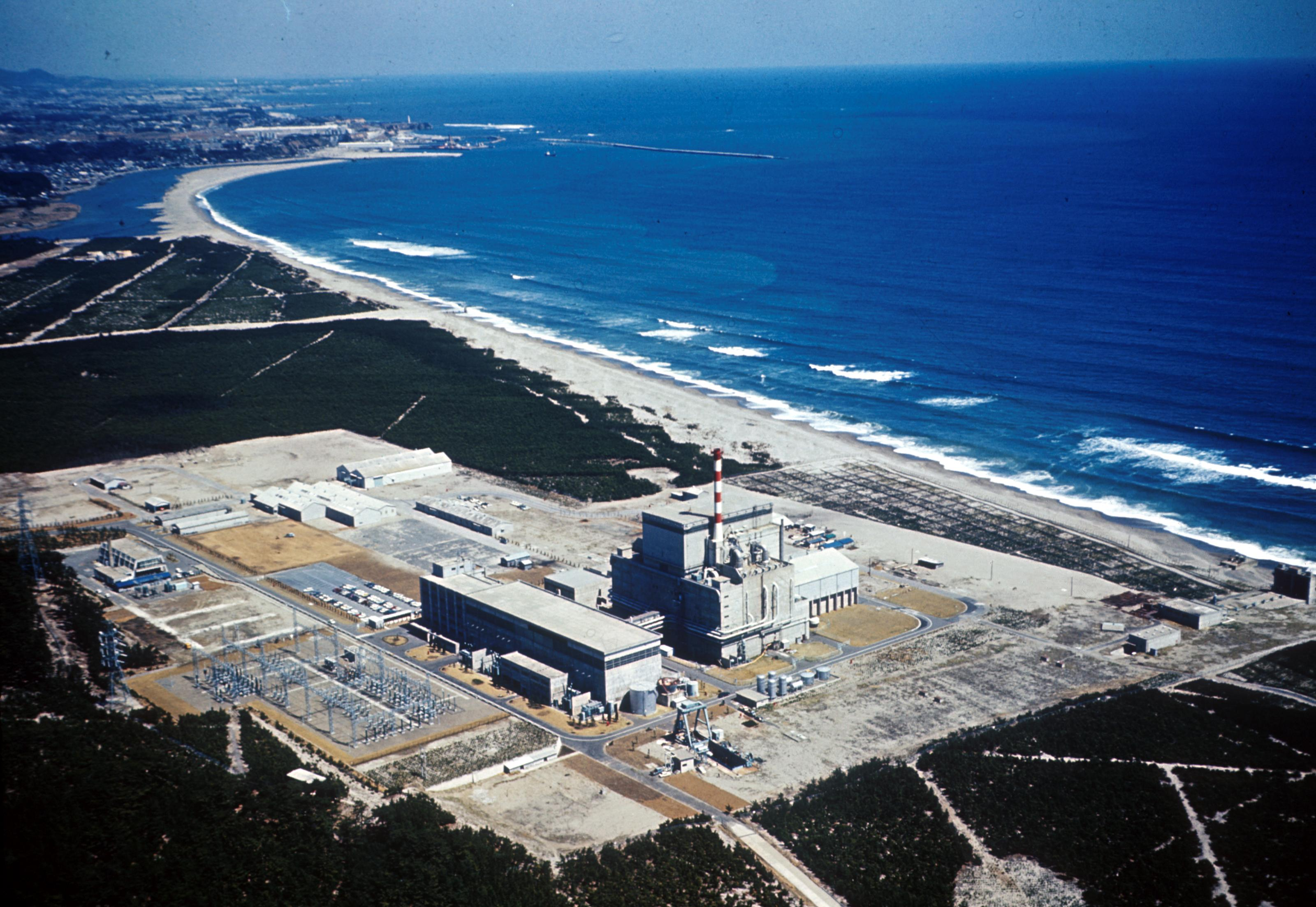
Usina Nuclear de Tokai, a primeira usina nuclear do Japão

Os acidentes nucleares de Tokaimura referem-se a dois incidentes relacionados à energia nuclear perto da vila de Tōkai, província de Ibaraki, Japão. O primeiro acidente ocorreu em 11 de março de 1997, produzindo uma explosão depois que um lote experimental de resíduos nucleares solidificados pegou fogo na instalação de betuminização de resíduos radioativos da Corporação de Desenvolvimento de Reatores de Potência e Combustível Nuclear (PNC, sigla em inglês. Mais de vinte pessoas foram expostas à radiação.
O segundo foi um acidente crítico numa instalação separada de reprocessamento de combustível pertencente à Japan Nuclear Fuel Conversion Co. (JCO) em 30 de setembro de 1999, devido ao manuseio inadequado de combustível de urânio líquido para um reator experimental. O incidente durou aproximadamente 20 horas e resultou na exposição à radiação de 667 pessoas e na morte de dois trabalhadores. A maioria dos técnicos teve de ir para o hospital com ferimentos graves.
Foi determinado que os acidentes foram causados por supervisão regulatória inadequada, falta de cultura de segurança apropriada e treinamento e qualificação inadequados dos trabalhadores. Após esses dois acidentes, uma série de ações judiciais foram movidas e novas medidas de segurança foram colocadas em prática. Em março de 2000, as comissões atômica e nuclear do Japão iniciaram fiscalizações regulares das instalações, amplos programas educacionais sobre procedimentos adequados e cultura de segurança em relação ao manuseio de produtos químicos e resíduos nucleares. As credenciais da JCO foram retiradas, tendo-se tornado o primeiro operador de central japonesa a ser punido judicialmente por má gestão da radiação nuclear. Em seguida, o presidente da empresa renunciou e seis funcionários foram acusados de negligência profissional.

## Contexto
A energia nuclear foi uma importante alternativa energética para o Japão, pobre em recursos naturais, para limitar a dependência de energia importada, fornecendo cerca de 30% da eletricidade do país até o desastre nuclear de Fukushima em 2011, após o qual a produção de eletricidade nuclear caiu em declínio acentuado.
A localização de Tōkai (cerca de 100 quilômetros de Tóquio) e o espaço terrestre disponível a tornaram ideal para a produção de energia nuclear, então uma série de reatores nucleares experimentais e depois a Usina Nuclear de Tōkai – a primeira usina nuclear comercial do país – foram construídos aqui. Com o tempo, dezenas de empresas e institutos governamentais foram criados nas proximidades para fornecer pesquisa nuclear, experimentação, fabricação e instalações de fabricação, enriquecimento e descarte de combustível. Quase um terço da população de Tōkai depende de empregos relacionados à indústria nuclear. A referida usina foi construída em 1988 e processava 3 toneladas de urânio por ano. O urânio processado era enriquecido até 20% de U-235, um nível de enriquecimento maior que o normal. Eles fizeram isso usando um processo úmido.

## Acidente com resíduos nucleares de 1997
Em 11 de março de 1997, o primeiro incidente nuclear sério da Tōkai ocorreu na unidade de betuminização da PNC. O local encapsulava e solidificava resíduos líquidos de baixo nível em asfalto fundido (betume) para armazenamento e, naquele dia, estava testando uma nova mistura de asfalto e resíduos, usando 20% menos asfalto do que o normal. Uma reação química gradual dentro de um barril novo inflamou o conteúdo já quente às 10h sou e rapidamente se espalhou para várias outras pessoas próximas. Os trabalhadores não conseguiram extinguir o incêndio adequadamente, e os alarmes de fumaça e radiação forçaram todo o os funcionários a sair do prédio. Às 20h, quando as pessoas se preparavam para retornar, gases inflamáveis acumulados explodiram, quebrando janelas e portas, o que permitiu que fumaça e radiação escapassem para a área ao redor. O incidente expôs 37 pessoas próximas a vestígios de radiação, no que a Agência de Ciência e Tecnologia do governo declarou ser o pior acidente nuclear do país, classificado como 3 na Escala Internacional de Eventos Nucleares. Uma semana após o evento, autoridades meteorológicas detectaram níveis anormalmente altos de césio 40 quilômetros a sudoeste da usina. Imagens aéreas do prédio da usina de processamento nuclear mostraram um telhado danificado pelo incêndio e pela explosão, permitindo exposição contínua de radiação para a área externa.
A direção da PNC ordenou que dois trabalhadores relatassem falsamente os eventos cronológicos que levaram à evacuação das instalações, a fim de encobrir a falta de supervisão adequada. A liderança da empresa não relatou imediatamente o incêndio à Agência de Ciência e Tecnologia (STA). Esse atraso ocorreu porque a própria investigação interna do incêndio prejudicou as equipes de resposta imediata a emergências e prolongou a exposição à radioatividade. Os responsáveis pela instalação relataram inicialmente um aumento de 20% nos níveis de radiação na área em redor da central de reprocessamento, mas mais tarde revelaram que a percentagem real era dez vezes superior à inicialmente publicada. Os moradores de Tōkai exigiram processo criminal contra os funcionários do PNC, uma reorganização da liderança da empresa e o encerramento da fábrica em si. Após a indignação pública, a instalação foi fechada até à sua reabertura em novembro de 2000, altura em que foi reintegrada como uma central de reprocessamento de combustível nuclear. Mais tarde, o primeiro-ministro Ryutaro Hashimoto criticou o atraso que permitiu que a radiação continuasse a impactar áreas locais.

## Acidente de 1999
O segundo e mais grave acidente nuclear de Tōkai (em japonês:  東海村JCO臨界事故) ocorreu a cerca de seis quilômetros de distância da instalação da PNC em 30 de setembro de 1999, em uma planta de enriquecimento de combustível operada pela JCO, uma subsidiária da Sumitomo Metal Mining Company. Foi o pior acidente de radiação nuclear civil no Japão até Fukushima (2011). O incidente expôs a população do entorno à radiação perigosa depois que a mistura de urânio atingiu o ponto crítico. Dois dos três técnicos que misturavam o combustível morreram. O incidente foi causado pela falta de supervisão regulamentar, cultura de segurança inadequada e treinamento inadequado.
A primeira causa que contribuiu para o acidente foi a falta de supervisão regulatória, que não conseguiu instalar um alarme de acidente de criticidade e não incluiu no Plano Nacional de Prevenção de Desastres Nucleares. A segunda causa do acidente foi a cultura de segurança inadequada no Japão. A empresa não submeteu a segunda operação das instalações nucleares à divisão de gestão de segurança porque sabia que ela não seria aprovada. O porta-voz da empresa explicou que a receita da empresa estava baixa e, por isso, eles sentiram que não tinham escolha a não ser abrir uma nova fábrica. Eles sabiam que não seria aprovado, então o fizeram sem informar a divisão de gerenciamento de segurança.
A instalação JCO convertia hexafluoreto de urânio em combustível de dióxido de urânio enriquecido. Isto servia como o primeiro passo na produção de barras de combustível para as centrais eléctricas e reatores de pesquisa científica do Japão. O enriquecimento de combustível nuclear exige precisão e tem o potencial de impor riscos extremos aos técnicos. Se feito de forma inadequada, o processo de combinação de produtos nucleares pode produzir uma reação de fissão que, por sua vez, produz radiação.(p42) Para enriquecer o combustível de urânio, é necessário um procedimento específico de purificação química. As etapas incluíam a alimentação de pequenos lotes de pó de óxido de urânio em um tanque de dissolução designado para produzir nitrato de uranila usando ácido nítrico. Em seguida, a mistura é cuidadosamente transportada para um tanque de armazenamento especialmente criado que contém os ingredientes combinados e é especialmente projetado para evitar que a atividade de fissão atinja o nível crítico. Em um tanque de precipitação, amônia é adicionada formando um produto sólido. Este tanque tem como objetivo capturar quaisquer contaminantes restantes de resíduos nucleares. No processo final, o óxido de urânio é colocado nos tanques de dissolução até ser purificado, sem enriquecer os isótopos, em uma tecnologia de processo úmido especializada pelo Japão.
A pressão exercida sobre a JCO para aumentar a eficiência levou a empresa a empregar um procedimento ilegal que pulava várias etapas importantes do procedimento de enriquecimento. Os técnicos despejavam o produto manualmente em baldes de aço inoxidável diretamente em um tanque de precipitação. Esse processo contribuiu inadvertidamente para o incidente de nível de massa crítica, desencadeando reações nucleares em cadeia descontroladas nas horas seguintes. Dois trabalhadores estavam trabalhando no tanque no momento do acidente; o terceiro estava em uma sala próxima. Todos os três relataram imediatamente ter visto flashes branco-azulados. Eles fugiram imediatamente ao ouvir o som dos alarmes. Após a evacuação, um dos trabalhadores que estava no tanque começou a apresentar sintomas de irradiação. Ele desmaiou e recuperou a consciência 70 minutos depois. Os três trabalhadores foram então transferidos para o hospital, que confirmou que eles foram expostos a altas doses de radiação gama, nêutrons e outras. Além desses três trabalhadores que sentiram sintomas imediatamente, 56 pessoas na usina JCO teriam sido expostas aos vários tipos de radiação. Além dos funcionários no local, foi relatado que trabalhadores da construção civil que trabalhavam em um canteiro de obras próximo também foram expostos.

### Cronologia

Hisashi Ouchi, Yutaka Yokokawa e Masato Shinohara

Os técnicos da instalação da JCO, Hisashi Ouchi, Masato Shinohara e Yutaka Yokokawa estavam acelerando as últimas etapas do processo de combustível/conversão para atender às demandas de entrega. Foi o primeiro lote de combustível da JCO para o reator experimental rápido reprodutor Joyo em três anos; não foram estabelecidos requisitos adequados de qualificação e treinamento para preparar o processo. Para economizar tempo de processamento e por conveniência, a equipe misturou os produtos químicos em baldes de aço inoxidável. Os trabalhadores seguiram as orientações do manual de operação do JCO neste processo, mas não sabiam que ele não era aprovado pela STA. Sob o procedimento operacional correto, o nitrato de uranila seria armazenado dentro de um tanque tampão e gradualmente bombeado para o tanque de precipitação com 2,4 quilos de incrementos.
Por volta das 10h35, o tanque de precipitação atingiu a massa crítica quando seu nível de enchimento, contendo cerca de 16 quilos de urânio, atingiu a criticidade. O nível perigoso foi atingido após os técnicos adicionarem um sétimo balde contendo nitrato de uranila aquoso, enriquecido a 18,8% 235U, ao tanque. A solução adicionada ao tanque era quase sete vezes maior que o limite de massa legal especificado pela STA.
Os padrões de conversão de combustível nuclear especificados no Manual Operacional do JCO de 1996 ditaram os procedimentos adequados relativos à dissolução do pó de óxido de urânio em um tanque de dissolução designado. A geometria alta e estreita do tanque de amortecimento foi projetada para reter a solução com segurança e evitar criticidade. Em contraste, o tanque de precipitação não foi projetado para armazenar quantidades ilimitadas desse tipo de solução. O formato cilíndrico largo projetado o tornou favorável à criticidade. Os trabalhadores ignoraram completamente os tanques de armazenamento, optando por despejar o nitrato de uranila diretamente no tanque de precipitação. A fissão nuclear descontrolada (uma reação em cadeia autossustentável) começou imediatamente, emitindo intensa radiação gama e de nêutrons. No momento do evento, Ouchi estava com o corpo estendido sobre o tanque enquanto Shinohara estava em uma plataforma para ajudar a despejar a solução. Yokokawa estava sentado em uma mesa a quatro metros de distância. Todos os três técnicos observaram um flash azul (possivelmente o efeito Tcherenkov) e alarmes de radiação gama soaram.
Ouchi e Shinohara imediatamente sentiram dor, náusea e dificuldade para respirar; ambos os trabalhadores foram para a sala de descontaminação, onde Ouchi vomitou. Ouchi recebeu a maior exposição à radiação, resultando em rápidas dificuldades de mobilidade, coerência cognitiva e perda de consciência. Ao atingir a massa crítica, grandes quantidades de radiação gama de alto nível dispararam alarmes no edifício, levando os três técnicos a evacuar. Todos os três trabalhadores desconheciam o impacto do acidente ou os critérios de notificação. Um trabalhador do prédio ao lado percebeu a presença dos funcionários feridos e contatou a assistência médica de emergência; uma ambulância os escoltou até o hospital mais próximo. Os produtos da fissão contaminaram o edifício de reprocessamento de combustível e imediatamente o exterior da instalação nuclear. Os trabalhadores dos serviços de emergência chegaram e escoltaram outros trabalhadores para fora da fábrica.
Na manhã seguinte, os funcionários acabaram com a reação em cadeia drenando a água de resfriamento instalada no tanque de precipitação. A água serviu como um refletor de nêutrons. Uma solução de ácido bórico foi adicionada ao tanque de precipitação para reduzir todo o conteúdo a níveis subcríticos; o boro foi selecionado por suas propriedades de absorção de nêutrons.
| Linha do tempo do acidente de 1999 | Linha do tempo do acidente de 1999 | Linha do tempo do acidente de 1999 | Linha do tempo do acidente de 1999                                 |
| Dia                                | Tempo                              | Evento/ação | Partes afetadas                                                    |
| ---------------------------------- | ---------------------------------- | --- | ------------------------------------------------------------------ |
| 30 de setembro de 1999             | 10:35                              | Ocorreu um evento crítico, que fez disparar os monitores e alarmes de radiação; a evacuação começou e os funcionários foram expostos à radiação | 3 trabalhadores: Hisashi Ouchi, Masato Shinohara e Yutaka Yokokawa |
| 30 de setembro                     | Até às 23:30                       | (5 horas depois) STA confirma a continuação das reações em cadeia; Tokaimura monta quartel-general para os incidentes, (12 horas depois) transmite a todos os moradores vizinhos para evacuarem, informa a liderança do Japão e interrompe todo o uso de colheitas e água | Cidade de Tokaimura e liderança nacional                           |
| 1 de outubro de 1999               | O dia todo                         | Bloqueios de estradas implementados; abrigos no local suspensos, mas escolas fechadas o dia todo; drenagem de água iniciada para impedir reação em cadeia. | Todos os residentes                                                |
| 2 de outubro de 1999               | O dia todo                         | Exames de saúde realizados em todos os moradores, medição de radiação; escolas reabertas e conferências de imprensa do governo realizadas | Todos os residentes                                                |

### Evacuação de Tōkaimura
No meio da tarde, os trabalhadores da usina e os moradores das redondezas foram solicitados a evacuar. Cinco horas após o início da criticidade, começou a evacuação de cerca de 161 pessoas de 39 domicílios em um raio de 350 metros do edifício de conversão. Doze horas após o incidente, 300 mil residentes das proximidades da instalação nuclear foram informados de que deveriam permanecer em casa e cessar toda a produção agrícola.

### Consequências
Sem um plano de emergência ou comunicação pública do JCO, confusão e pânico seguiram o evento. As autoridades alertaram os moradores locais para não colherem colheitas ou beberem água de poços. Para aliviar as preocupações do público, as autoridades começaram a testar a radiação em moradores que vivem a cerca de 10 quilômetros da instalação. Nos 10 dias seguintes, foram realizados cerca de 10 mil exames médicos. Dezenas de socorristas e moradores que moravam nas proximidades foram hospitalizados e centenas de milhares de outros foram forçados a permanecer em ambientes fechados por 24 horas. Os testes confirmaram que 39 trabalhadores foram expostos à radiação. Pelo menos 667 trabalhadores, socorristas e moradores próximos também foram expostos a radiação excessiva como resultado do acidente. Os níveis de gás radioativo permaneceram altos na área mesmo depois que a usina ter sido fechada. Em 12 de outubro, descobriu-se que um sistema de ventilação do telhado havia sido deixado ligado e foi desligado. Algum tempo depois do incidente, as pessoas da área foram solicitadas a emprestar todo o ouro que tinham para permitir os cálculos do tamanho e do alcance da explosão de raios gama.
Em última análise, o incidente foi classificado como um acidente de "irradiação" e não de "contaminação" no nível 4 da Escala Internacional de Acidentes Nucleares. Esta determinação classificou a situação como de baixo risco fora da instalação. Os técnicos e trabalhadores da instalação foram submetidos a medições para verificar contaminação por radiação. Os três técnicos mediram níveis de radiação significativamente mais elevados do que a medição designou a dose máxima permitida (50 mSv) para trabalhadores nucleares japoneses. Muitos funcionários da empresa e a população local sofreram exposição acidental à radiação que excedeu os níveis seguros. Mais de cinquenta trabalhadores da fábrica testaram até 23 mSv e moradores locais até 15 mSv.

### Impacto ambiental
A STA e a Prefeitura de Ibaraki começaram a monitorar os níveis de radiação gama imediatamente após serem notificadas do acidente. Eles coletaram amostras de água da torneira, água de poço e precipitação num raio de 10 quilômetros do local. Eles também coletaram amostras de vegetação, água do mar, laticínios e produtos marinhos para testes.

### Impacto sobre os técnicos
De acordo com os testes de radiação da STA, Ouchi foi exposto a 17 mSv de radiação, Shinohara 10 mSv e Yokokawa receberam 3 mSv.
Hisashi Ouchi, 35, foi transportado e tratado no Hospital Universitário de Tóquio por 83 dias. Ouchi sofreu queimaduras graves de radiação na maior parte do corpo, teve danos graves em seus órgãos internos e tinha uma contagem de glóbulos brancos próxima de zero. Sem um sistema imunológico funcional, Ouchi ficou vulnerável a infecções hospitalares e foi colocado em uma enfermaria especial para limitar o risco de infecção. Uma micrografia dos seus cromossomos mostrou que nenhum deles era identificável. Os médicos tentaram restaurar alguma funcionalidade do sistema imunológico de Ouchi administrando um transplante de células-tronco do sangue periférico, que na época era uma nova forma de tratamento.
Após receber o transplante de células de sua irmã, Ouchi inicialmente apresentou aumento temporário na contagem de glóbulos brancos, mas logo depois começou a sucumbir aos outros ferimentos. Muitas outras intervenções foram conduzidas na tentativa de impedir o declínio adicional do seu corpo gravemente danificado, incluindo o uso repetido de enxertos de pele cultivados e intervenções farmacológicas com analgésicos, antibióticos de amplo espectro e fator estimulador de colônias de granulócitos, sem qualquer sucesso mensurável. Embora pequenas áreas da pele e das membranas mucosas de Ouchi tenham se recuperado com o tratamento, sua condição geral continuou a piorar e a equipe médica que cuidava dele duvidava em segredo se o tratamento deveria continuar devido à falta de eficácia e por preocupação com a dor intensa que Ouchi estava sentindo.
Dois meses após o acidente, o coração de Ouchi parou; embora ele tenha sido reanimado, ele ficou inconsciente. Atendendo ao desejo da família, os médicos continuaram a tratá-lo, embora estivesse claro que os danos causados pela radiação em seu corpo eram extensos demais para que ele sobrevivesse. Em 19 de dezembro, os médicos explicaram à família a gravidade de sua condição e sugeriram que Ouchi não deveria ser ressuscitado novamente e a família concordou. Sua esposa esperava que Ouchi sobrevivesse pelo menos até 1º de janeiro, já que era a chegada dos anos 2000. Mas o seu estado de saúde deteriorou-se até à falência múltipla de órgãos e ele morreu a 21 de dezembro de 1999, na sequência de outra parada cardíaca.
Masato Shinohara, de 40 anos de idade, foi transportado para o mesmo centro onde morreu em 27 de abril de 2000 por falência múltipla de órgãos. Ele passou por um tratamento radical contra o câncer, vários enxertos de pele bem-sucedidos e uma transfusão de sangue coagulado do cordão umbilical (para aumentar a contagem de células-tronco). Apesar de sobreviver por sete meses, ele acabou não conseguindo combater infecções agravadas pela radiação e hemorragias internas, e sucumbiu a uma insuficiência pulmonar e renal fatal. Seu supervisor, Yutaka Yokokawa, 54, recebeu tratamento do Instituto Nacional de Ciências Radiológicas (NIRS) em Chiba, Japão. Ele foi liberado três meses depois com leves sintomas de enjoo causados pela radiação. Ele enfrentou acusações de negligência em outubro de 2000.

### Contribuintes para ambos os acidentes
Segundo a Agência Internacional de Energia Atômica, a causa dos acidentes foram “erros humanos e violações graves dos princípios de segurança”. Vários erros humanos causaram o incidente, incluindo procedimentos descuidados de manuseio de materiais, técnicos inexperientes, supervisão inadequada e procedimentos de segurança obsoletos.
O incidente de 1999 foi resultado da má gestão dos manuais de operação, da falta de qualificação de técnicos e engenheiros e de procedimentos inadequados associados ao manuseio de produtos químicos nucleares. A falta de comunicação entre os engenheiros e os trabalhadores também contribuiu para o incidente.

### Compensação às vítimas e encerramento de fábrica
Mais de 600 trabalhadores da fábrica, bombeiros, equipes de emergência e residentes locais foram expostos à radioatividade após o incidente. Em outubro de 1999, a JCO criou gabinetes de aconselhamento para processar pedidos de indemnização e inquéritos dos afectados. Até julho de 2000, mais de 7 mil pedidos de indenização foram registrados e resolvidos. Em setembro de 2000, a JCO concordou em pagar 121 milhões  de dólares em indenizações para resolver 6.875 reclamações de pessoas expostas à radiação e que afetaram empresas agrícolas e de serviços. Todos os moradores num raio de 350 metros do incidente e aqueles que foram forçados a evacuar receberam uma indenização se concordassem em não processar a empresa no futuro.
No final de março de 2000, a STA cancelou as credenciais da JCO para a operação, servindo como o primeiro operador de usina japonês a ser punido judicialmente por manuseio incorreto de radiação nuclear. Este processo foi seguido pela renúncia do presidente da empresa. Em outubro, seis funcionários da JCO foram acusados de negligência profissional resultante da falta de formação adequada dos técnicos e de subversão intencional dos procedimentos de segurança.

### Ações judiciais resultantes
Em abril de 2001, seis funcionários, incluindo o chefe do departamento de produção na época do acidente, declararam-se culpados de uma acusação de negligência que resultou em morte. Entre os presos estava Yokokawa por não supervisionar os procedimentos adequados. O presidente da JCO também se declarou culpado em nome da empresa. Durante o julgamento, o júri soube que um comitê de segurança da JCO de 1995 havia aprovado o uso de baldes de aço no procedimento. Além disso, um manual de 1996 amplamente distribuído, mas não autorizado, recomendava o uso de baldes para preparar a solução. Um relatório da STA indicou que a gerência da JCO havia permitido essas práticas perigosas a partir de 1993 para encurtar o processo de conversão, embora isso fosse contrário aos procedimentos aprovados de manuseio de produtos químicos nucleares.
Como resposta aos incidentes, foram postas em prática leis especiais que estipulam procedimentos de segurança operacional e requisitos de inspecção trimestral. Essas inspeções se concentraram na conduta adequada dos trabalhadores e da liderança. Essa mudança exigiu educação em segurança e garantia de qualidade de todas as instalações e atividades associadas à geração de energia nuclear. A partir de 2000, as comissões atômica e nuclear do Japão iniciaram fiscalizações regulares às instalações, programas educacionais abrangentes sobre os procedimentos adequados e uma cultura de segurança no que diz respeito ao manuseamento de produtos químicos e resíduos nucleares.
Os esforços para cumprir os procedimentos de preparação para emergências e os requisitos das diretrizes internacionais continuaram. Foram implementados novos sistemas para lidar com incidentes semelhantes pelo poder legislativo e as instituições governamentais, num esforço para evitar que novas situações semelhantes ocorram.
O Japão importa 80% de sua energia; portanto, ainda há pressões crescentes para produzir fontes de energia autossustentáveis. Em 2014, o governo do Japão decidiu estabelecer o "Plano Estratégico de Energia", nomeando a energia nuclear como uma importante fonte de energia que pode estabilizar e produzir com segurança a oferta e a procura de energia do país. Este evento contribuiu para os movimentos de ativistas antinucleares contra a energia nuclear no Japão.

## Na cultura popular
O acidente de 1999 é mencionado, junto com uma cena de flashback de uma visita ao hospital de Hisashi Ouchi, na minissérie japonesa de 2023 The Days, uma dramatização do acidente nuclear de Fukushima.